# 南京事件の被害者数
南京事件の被害者数では、南京事件論争のうち被害者数について解説する。

## 概説
南京事件は、中国の首都で発生した多くの軍人や市民のかかわった、欧米の宣教師や学者も含めた目撃者のある事件である。しかし、その犠牲者数（死亡者数）については幅があり、極端なものではそもそも犠牲者がいない（事件は史実ではない）説から、多いもので数十万人が殺戮されたとする説まで存在する。現在の日本の教科書には、数万人から40万人程度の説があると記述されている。
旧日本軍側は戦闘終了後に中国兵処分数として約12,000人を記録しており、この数値は親睦組織偕行社の『南京戦史』に公式文書として記録されている（一覧表は南京事件の被害者（中国兵））。また事件後の埋葬数として、日本の新聞の北支版は32,104体を記録しているほか、紅卍字会は3月ごろの途中経過において38,778体、最終的には43,071体と記録している。
1947年の南京軍事法廷の判決では、国民政府（中国）側が生存者や目撃者の証言、殺害されたのちに揚子江に遺体を流された犠牲者数、提出された埋葬の報告史料の遺体数などを積み上げて犠牲者を推定し、その結果「30万人以上」の数値が犠牲者数として記載されることとなった。以降この数値は権威ある数値として広まり、現在の中国大使館などが主張する犠牲者30万人の根拠となっている。一方で、この値は不自然に多いとして反発も招いている。情報統制により全貌が伝わらないまま過ごしてきた日本人側にとっては信じがたいほど数が多いこと、中国の国民政府軍の兵士の動員数や当時の南京の人口などが不明確であることなどが理由として挙げられる。
日本の代表的研究家（洞富雄、笠原十九司、秦郁彦、板倉由明など）は、まず、中国軍人の兵員数の推測値を基に、普通の戦死者や逃げた人数を除いた、日本軍に捕まって殺害された中国兵の中で戦時国際法に照らして違法で殺された人数を日本側の公式・非公式記録も参考にして算定し、そして民間人の死者の中で日本軍に不法に殺された数をスマイス調査等を参考にしつつ算定している。しかしながら、この場合も、一般人の殺害をどの地域までとするかによって算定される値が異なる。特にスマイス調査は近隣の農村部を含むが、より広い農村部の被害者の可能性は日本側の記録にも残るが数値は明確でなく、また、被害者のうち遺体を長江に流された者も非常に多いとみられるが、もし含めるなら推測しかないと笠原は主張している。
なお、南京安全区国際委員会など南京安全区在住の外国人の記録・報告書は比較的中立的であるという意味ではある程度信頼性があるが、不完全であり検証に耐えうるものではない。スマイス報告を除けば外国人の報告はほとんど南京城外の状況については把握しておらず、いずれも記録として不十分である。
スマイス調査
南京安全区国際委員会秘書で金陵大学社会学部教授のルイス・S・C・スマイスは、南京占領後の1938年3月から4月にかけて、南京市部と農村部の戦争被害調査を実施し、南京城区の一般市民の不法殺害は2400人、男性で日本軍に拉致されて殺された市民が4200人と算出した。城内と城壁周辺の埋葬資料調査からの推測で市部でおそらく12000人の民間人が殺害されたと予測。近郊区の農村地域における被害者数は抜取り調査により、また、それも全ての地区を調査できたわけではなかったが、26870人と算出した。
日中歴史共同研究
第1次安倍内閣のときに発足が決まった日中歴史共同研究（ 波多野・ 庄司)では、これまでの代表的研究者（秦、笠原、板倉など）の研究成果から、極東国際軍事裁判判決における犠牲者数20万人を上限として（松井司令官に対する判決文では 10 万人以上）、4万人、2万人など様々な推計と被害者数をまとめている。犠牲者数に諸説がある背景として、「虐殺」（不法殺害）の定義、対象とする地域・期間、埋葬記録、人口統計など資料に対する検証の相違が存在していると指摘した。
2010年1月に日中歴史共同研究の報告書が公表された際、中国メディアは中国共産党宣伝部の指示により、20万人を上限とする日本側研究者の見解を報道しなかった。日本側は中国側の主張を受入れない理由にそれまでの日本側の研究を根拠としながら、肝心の歴史家というより、政治学者主体のメンバーであったことに中国側は不信を持ったともされる。南京大虐殺紀念館館長の朱成山は日本側の研究について、「30万」という数字を否定することが目的であると主張した。

## 犠牲者数の諸説

### 三十万人以上
1947年の南京軍事法廷の判決で中国側（国民政府）が生存者や目撃者の証言による揚子江に遺体を流された沿岸での殺害者数や提出された埋葬の報告史料の遺体数を積み上げる形で算出されたもので、主に中国側論者の見解とされる。日本側では1968年に家永三郎が「数十万」としたものの、現在は日本側の学者からは支持されていないと主張されることも多い。ただし、洞富雄は20万人を下らないとし、東京裁判の判決も20万人以上としており、これらは30万人以上となる可能性を排除したものではない。藤原彰も洞の説を支持し、中国の一部から出て来た40万人もあり得ないことではないとしている。
1947年の南京戦犯裁判軍事法廷で30万人以上とされ、中国の見解はこの判決に依拠している。代表的な論者は、孫宅巍（江蘇省社会科学院研究員）、高興祖（南京大学教授）、アイリス・チャン(ジャーナリスト)などがおり、中国共産党政府、南京大虐殺紀念館、また中華民国の国軍歴史文物館も同様の見解をもっている。
中国国民党は1948年判決の東京裁判で30万人を主張した。『蔣介石秘録』には30万〜40万と記された。
また、孫宅巍によれば、30万説には南京城外の六県その他の地域の犠牲者数を入れていないので、今後これらも考慮して研究すると述べた。
東京裁判で、連合国側が犠牲者を30万人以上としたのは、広島・長崎における原爆での民間人犠牲者が多かったために、国際世論からの批判をそらすためにそれを確実に超える必要があったという説もある。

### 二十万人以上
東京裁判において下された判決では、南京およびその周辺での一般市民と捕虜の犠牲者数は20万人以上であるとされた。この数字は事後の見積もりであり、埋葬数の史料や記録、揚子江で行われた虐殺の目撃者および生存者の証言などが引用されており、この中には南京軍事法廷でも提出された資料が多数含まれている。
一方で、本記事の以前の一部の執筆者によれば、都市部における個々の殺害や、揚子江沿岸および周辺の小川での集団殺害後の焼却あるいは揚子江への遺棄といった詳細な数については、南京軍事法廷で提供された史料ほど多くは集まっていないようであるらしい。
東京裁判で松井石根に対して下された個別の判決では、犠牲者数は10万人以上と評価されており、上述の判決とは異なる。この差異については、松井が虐殺行為を知らなかった時点や危険性を認識できる状況になかった時点を除外したためとする説、松井の判決を担当した判事は戦火による影響を受けた被害者もいることを考慮し、控除を行ったとする説、崇善堂の埋葬数が信頼性に欠けるとして、これを総計から除外したという説などが存在する。
アメリカ国防総省特別顧問を務めたイェール・ロー・スクール教授のオーナ・ハサウェイとスコット・シャピーロは、2017年の著書で、アイリス・チャンの著作と東京裁判判決にもとづき、日本軍は南京占領後、6週間にわたってレイプや略奪を行い、20万人以上を殺害し、世界がこれまで目撃してきた中でも有数の残虐な戦闘を行なったと非難している。

### 十数万人以上
笠原十九司は、中国兵の犠牲者8万人と、一般人犠牲者（南京城市：1万2千人、南京周辺農村部：2万7千人）を合計し、10万人以上もしくは20万人に近いかそれ以上と推定している(ただし、南京周辺農村部の犠牲者を含んでいる)。
笠原は、中国軍総数を約15万人と推計し（一方、中国軍側集計11万人）、約5万人が国民政府軍に帰還、1万人が戦闘中に死亡、1万人が撤退中に逃亡、残り8万人が日本軍による殺害としている。民間人の犠牲者数の推定は極めて困難としつつも、「ジョン・ラーベ『ヒトラーへの上申書』中国側推定10万人、残留外国人推定5-6万人。」、「埋葬団体の埋葬記録 埋葬総数18万8674体（虐殺に当たらない死体、埋め直しによる重複がある一方、長江に流された多数の遺体があると指摘）。」、「スマイス調査市部（城区）殺害3250人、拉致後殺害された可能性が高い者4200人、農村部（近郊4県半）被殺害者数2万6870人。」をもとに推計している。
この説に近い研究者として南京事件調査研究会のメンバーである洞富雄 （元早稲田大学教授）、藤原彰（一橋大学名誉教授）、吉田裕（一橋大学教授）、井上久士（駿河台大学教授）、本多勝一（ジャーナリスト）、高崎隆治（戦争研究家）、小野賢二（化学労働者）、渡辺春巳（弁護士）などが挙げられる。

### 4万人上限説
秦郁彦は、中国兵の犠牲者3万人、一般人の虐殺犠牲者1万人（南京城市のみ）で、4万人を上限とした。
秦は台湾公式戦史、上海派遣軍参謀長の飯沼守少将日記を採用して、南京守備軍の兵力を十万、うち五万が戦死、四万が捕虜になり、三万が捕虜になったあと殺害された（生存捕虜は一万）と推定し、上海派遣軍郵便長の佐々木元勝の12月15日日記の「俘虜はおよそ四万二千と私は聞かされている」にほぼ符合するとしている。
秦は一般人をスマイス調査(修正)による死者二万三千、捕らわれてから殺害された捕虜を前述のとおり三万をとした。しかし不法殺害としての割引は、一般人に対してのみ適用（2分の1か3分の1）すべきとし、三万＋一万二千（八千）＝三万八千〜四万二千という数字なら、中国側も理解するのでは無いか、考えたと主張した。その後、民間人の不法殺害八千〜一万二千の中間値をとって一万とし、総数を四万とした。「事情変更をもたらすような新資料は出現せず、今後もなさそうだと見極めがついたので、あらためて四万の概数は最高限であること、実数はそれをかなり下回るであろうことを付言しておきたい」と、それまでの自説を下方修正した。スマイス調査についての北村稔の主張が影響したという説もある。北村稔はスマイスの農村部での死者数の計算方法にはトリックがあるとしている。スマイスが被害者のいなかった家庭も被害者の出た家庭も通した平均を全世帯数に掛けて総数を計算している処を、北村は明らかにスマイスが被害者の出た家庭の平均を全世帯数に掛けているものと勘違いをしている、寧ろスマイスの計算方法では一家全滅のケースなどが漏れて実態よりかえって低くなるとする主張もある。
久野輝夫(元中京学院大学准教授）は被害者数を37820人としている。
なお、中国軍の一次文献では、中国軍総数を約11-12万人と集計し、半数が国民政府軍に帰還、約4-6万人が戦死と捕虜（行方不明を含む）とされている。

### 数千〜2万
偕行社編『南京戦史』では「不法殺害とはいえぬが」「捕虜、敗残兵、便衣兵のうち中国人兵士約1万6千、民間人死者15,760人と推定した。編集委員は畝本正己、原剛（防衛研究所調査員）、板倉由明など。
板倉は、中国兵の犠牲者8千人と一般人の虐殺犠牲者5千人（南京城市と周辺農村部の一部（江寧県のみ））を合計し、1万－2万人とする。板倉自身は「虐殺数30万人のみを否定する南京事件派」を標榜している。板倉によると、中国軍総数を5万、そのうち戦死者数を1万5,000人、捕らわれて殺害された者を1万6,000人、生存捕虜を5,000人、脱出成功者を1万4,000人と推計した。その上で兵士の虐殺数を8,000人－1,1000人と推計し、市民に対する虐殺は、城内と江寧県を合わせた死者総数1万5,000人のうち5,000－8,000人と推計した。結局、兵士と市民の虐殺数の合計は1万3,000人となるが、これに幅を持たせて1〜2万人と推計する。
中村粲（獨協大学教授）もこの説に近い。
他には北村稔（立命館大学）は、従前から知られていた2万弱の中国軍捕虜の殺害を新たに発掘した資料で確認している。北村は著作で｢南京で大虐殺があった｣という認識がどのように出現したかを確認することにしたとする。ただし、これに関する北村の実際の著述内容は、中国側の国際宣伝処にいた曾虚白の主張に基づいて早い時期から国民党の宣伝員であったと、北村が考えるティンパーリの行動を取り上げ、その宣伝員説の根拠付けを図る内容、南京陥落後しばらく南京に潜伏し其の体験や見聞を著わした郭岐の著作の記述内容に対する批判、大小の虐殺事件に対する日本側への擁護論がその殆どとなっている。ティンパーリ･郭岐いずれの本も殺害数は彼らの見聞が及んだ限りのもので、もともと積み上げても死者数が数十万になるようなものではないが、最終的に北村は、南京事件の前になる上海から南京に至る戦火で死者が30万人とする当時の報道や本来はそちらについてのティンパーリの言説があり、それらが南京事件の死者数にすりかえられた、南京裁判ではそれに合わせて30万人という数字が採られた、その為にそれに合わせた史料が作られたと推理している。しかし、南京裁判の前に合わせる必要があるほど死者数30万人という数字が流布していたのか、また、実際に上海－南京間の死者数が南京事件そのものの死者数と世間的に混同乃至入れ替っていった形跡があるのか、調査や検証は行われていない。また、北村は、東京裁判における崇善堂の埋葬数に対する弁護団の反論を取りあげて弁護団のこの活動により判事が崇善堂の埋葬数11万人を認めなかったことが南京裁判30万人と東京裁判松井部分の10万人の死者数の差であろうとする。詳細にみると、二つの裁判では提出された史料の種類と量に差があり、東京裁判の主要部分の判決で10万人の差が埋葬以外の焼却乃至揚子江に流され処分された遺体の数で既に出ている。南京裁判判決の埋葬隊等による埋葬数は15万人以上、東京裁判の主要部分判決の埋葬隊等による埋葬数は15万5千人とほぼ同じである。(松井石根への個別判決部分に限れば虐殺数は10万人とされており、これは単純に松井が責任を負うべきと判断された虐殺数と考えられる他に、例えば松井部分を分担した判事が、彼個人の判断として崇善堂の埋葬数の信頼性を認めなかった可能性や、一般の戦火による死者が混在していたと考え掛け目を取った可能性等もあり得ないわけではない｡）その後、北村は2007年4月2日の日本外国特派員協会における講演で、「旧日本軍が南京で゛無秩序〟や゛混乱〟に陥って便衣兵や捕虜を殺害したことはあったが、一般市民を対象とした゛虐殺〟(massacre）はなかったとの結論に達する」」と述べた。

### 「虐殺」否定説
虐殺否定派は、日本軍は戦時国際法に違反した殺害をしておらず、安全区の外国人の記録も公正さに疑問あり、などとして、30万人の市民の虐殺はなかったと主張している。主な主張者は、新しい歴史教科書をつくる会・日本「南京」学会・南京事件の真実を検証する会のほか、田中正明 （元拓殖大学講師）、東中野修道（亜細亜大学教授）、冨澤繁信（日本「南京」学会理事）、阿羅健一（近現代史研究家）、勝岡寛次（明星大学戦後教育史研究センター）、渡部昇一（上智大学名誉教授）、杉山徹宗（明海大学名誉教授）、早坂隆（ノンフィクション作家）など。
主張の内容
- 中国兵殺害は、戦時国際法上、殺しても合法な便衣兵（ゲリラ兵）であり、投降兵等の殺害も戦闘行為の延長であった。

（ただし、この主張には南京事件論争#便衣兵と戦時国際法、南京事件論争#投降兵・捕虜の扱いと戦時国際法などに反論も存在する。）
- 戦闘終了前後に、多くの難民の避難した南京安全区に対しては日本軍は残虐行為をほとんど行っていないし、残虐行為の多くの記録の出所である安全区在住の欧米人やその話をもとにしたジャーナリストの記録の信頼性には疑問がある。例えば、安全区の欧米人のマイナー・シール・ベイツは中華民国政府の顧問であるという資料が存在する。国民党の戦略は例え虚偽を用いてでも「支那の悲惨」と「日本軍の残虐」を世界中に訴えてアメリカを味方につけ、支那事変に巻き込んだ日本を叩き潰すためであり、マイナー・シール・ベイツはこの国民党の戦略に沿い日本軍の残虐行為という政治的謀略宣伝を世界に発信したのではないかとセオドア・ホワイトらの回想に依拠して主張[52]。またハロルド・J・ティンパーリの編著の『戦争とは何か』（1938年）にて「日本軍による南京での市民虐殺」が大々的に取り上げられ、アメリカ人に日本軍の非道を訴えその後の日米戦争の一因となったが、実際ハロルド・J・ティンパーリは上海にいて南京には居なかった。「戦争とは何か」の記述も多くが伝聞に基づくものであり、鈴木明は、ハロルド・J・ティンパーリが中国国民党顧問の秘密宣伝員であったと主張している[53]。

2007年4月9日、「南京事件の真実を検証する会」は温家宝首相に対し、公開質問状を提出した。質問状は以下の点につき温首相に考えを聞き、日中友好のためにも検証を進めたいと述べた。
- 毛沢東は生涯ただの一度も南京虐殺に言及しなかった。毛が30万市民虐殺に触れないのは極めて不自然で不可解であるが、どう考えるか。
- 国民党の中央宣伝部国際宣伝処は1937年12月1日から1938年10月24日まで漢口で300回の記者会見を行った[注釈 4]が、一度も南京の虐殺について言及されたことがないが、どう考えるか。
- 国民政府が監修し1939年上海で出版された南京安全区国際委員会記録[注釈 5]では、南京の人口は日本軍占領直前20万、占領1ヵ月後の1月には人口25万と記録されていたが、この記録と「30万の市民虐殺」はありえないが、どう考えるか。
- また同記録には、日本軍の非行として訴えられたものが詳細に列記されているが、殺人は合計26件、目撃された事件は1件のみで、その1件は合法殺害と注記されているが、この記録と「30万の市民虐殺」は矛盾するが、どう考えるか。
- 虐殺を証明する写真がただの1点もなく、発表されているものについてはいずれもその問題点が指摘されているが、虐殺を証明する写真を提示してほしい。

ただし、以上については南京事件論争#当時の中国政府の認知、南京事件論争#人口推移の論点、南京事件論争#文献記録と口述資料、写真・映像などに反論も存在する。
秦郁彦は、こうした否定派は、従来無批判に認められていた中国側資料の一部に南京事件と無関係なものがあることを見出すなどの成果をあげたと評価している。一方で、笠原十九司は、反中国姿勢が行き過ぎて、学術的には無理のある一次資料批判や事実の一方的否定の可能性を批判している。

### 戦時国際法上合法説
日本軍による殺害は、戦時国際法上は合法であった、よって虐殺はなかったと主張する説。
法学者佐藤和男、大原康男・竹本忠雄、小室直樹・渡部昇一らによって主張されている。
当時、日中両国間の関係に適用された戦時国際法はハーグ陸戦条約であったが、軍事目標主義(ハーグ25条)によれば、南京城内は安全区も含め防守地域であり、この地域に無差別に攻撃をしても合法であった(一般市民の犠牲は戦死に準じた扱い)が、日本軍は安全区に無差別攻撃を仕掛けなかった。
佐藤和男によれば、安全区に侵入した中国軍の便衣兵の摘出は、憲兵によりおこなわれたとされ（予備審問)、これに基づいて裁判（軍律審判）がなされたとするし、捕虜の取扱についても、軍事的必要性や復仇の可能性もある。南京事件の原因は、第二次上海事変を起こした蔣介石や、日本軍の降伏勧告を無視した唐生智、安全区に侵入した中国便衣兵、侵入を許した安全区委員会にある。また、混戦時においては、軍事作戦遂行のため、捕虜を拒否することも許される場合があるという国際法学者ラサ・オッペンハイムの学説にもとづくとする(実際には、オッペンハイムは降伏者を殺してはならないという規範は既に国際社会で普遍化し、ハーグ陸戦条約で明文化されたものとしている。ただ、オッペンハイム自身の考えとしてその例外が許される場合として、たとえば白旗を掲げて降伏の意を表しながら発砲を続ける場合＝実際行動として降伏を守っていない、復仇の場合＝相手方が行っている戦争法規違反を抑止するための同害を超えない範囲の報復、国際法上の緊急避難の場合((原文:imperative necessity　解釈として刑法上の緊急避難と解することも不可能ではないが、オッペンハイムは軍事上の必要性とはしていない))を挙げている。)。このほか、松井石根の南京城攻略要領、ハーグ陸戦条約の交戦規定の一部（害敵手段の選用）の「規定ヲ努メテ尊重ス」との陸軍次官発支那駐屯軍参謀長宛の通知「交戰法規ノ適用ニ關スル件」を例として、「きわめて厳しい軍事情勢の下にありながら、戦闘部隊が交戦法規の遵守に非常に慎重な考慮を払い、激戦中にも能う限りの努力をそのために払った事実が明らかにされ、筆者などむしろ深い感動を覚えざるを得ないのである。」と評価している。(ただし、この佐藤の主張の内容は、彼自身が実際の状況を確認しているわけではなく、単に彼が想像する事態を前提としており、また、単に通知等の文書を出しただけの事実を高評価しているように読めることに注意。)
また、佐藤の推測のもととなった、1937年の8月5日「陸軍次官発支那駐屯軍参謀長宛の通知」での「交戰法規ノ適用ニ關スル件」では、ハーグ陸戦条約の精神に準拠しとし交戦規定の一部（害敵手段の選用）は努めて尊重と言いつつも、別の箇所で、ハーグ陸戦条約を厳密に遵守しなくてよいこと、捕虜という名称もなるべく使わないようすることを、現地軍に命じていたなど、論拠に問題ないともいえず、南京事件論争#便衣兵と戦時国際法、南京事件論争#投降兵・捕虜の扱いと戦時国際法に、この佐藤の説への反論が記述されている。